# Lacs Connecticut
Les quatre lacs Connecticut sont une série de lacs qui constituent la source du fleuve Connecticut dans le comté de Coös, New Hampshire, aux États-Unis. 

## Géographie
Le 4e lac est un petit lac situé à quelques centaines de mètres de la frontière du Québec et de la municipalité de Chartierville. Le 3e lac est beaucoup plus grand mais aussi près de la frontière et il est longé par la U.S. Route 3 venant de Pittsburg qui rejoint la Route 257 (Québec) via le poste frontière Pittsburg-Chartierville.  
Le 2e lac est situé à 7.3 km plus au sud et à 3.75 km plus en aval le fleuve Connecticut atteint le premier lac.